# Hwang Youn-joo
Hwang Youn-joo (koreanska: 황연주, Hanja: 黃連珠), född 13 augusti 1986 i Bucheon, är en sydkoreansk professionell damvolleybollspelare.  Sedan 2010 spelar hon sin klubblagshandboll för Suwon Hyundai Engineering & Construction Hillstate i sydkoreanska V-League. Hon har tidigare spelat för Heungkuk Life. På landslagsnivå representerar hon sedan 2005 Sydkoreas damlandslag i volleyboll, med vilka hon tagit silver i Asiatiska spelen samt nått semifinal i Olympiska sommarspelen i London 2012. Hwang Youn-joos position är högerspiker, och i klubblaget spelar hon med nummer 4 på tröjan.

## Klubblagskarriär
Incheon Heungkuk Life Pink Spiders (2005-2010)
- V-League

Vinnare (3): 2005−06, 2006–07, 2008-09
 Suwon Hyundai Engineering & Construction Hillstate (2010-)
- V-League

Vinnare (2): 2010−11, 2015–16
- KOVO Cup

Vinnare (3): 2014, 2019, 2021

## Landslagskarriär
Sydkoreas damlandslag i volleyboll (2005-)
- Asiatiska spelen 2010 i Guangzhou:  Silver
- Olympiska sommarspelen 2012 i London: 4:a
- Olympiska sommarspelen 2016 i Rio de Janeiro: 5:a